# Buongiorno, Verônica
Buongiorno, Verônica (Bom Dia, Verônica) è una serie televisiva brasiliana del 2020 basata sull'omonimo romanzo del 2016 della criminologa Ilana Casoy e dello scrittore Raphael Montes. La prima stagione è stata distribuita su Netflix il 1º ottobre 2020. La serie è stata creata da Raphael Montes, autore e responsabile del romanzo, insieme a Ilana Casoy, con lo pseudonimo di Andrea Killmore; ed è diretta da José Henrique Fonseca, Izabel Jaguaribe e Rog de Souza.
Il cast principale annovera Tainá Müller, Eduardo Moscovis e Camila Morgado.

## Trama
La serie segue la storia di Verônica Torres, una segretaria di polizia che lavora in una stazione di polizia per omicidi a San Paolo. Sposata e con due figli, la sua routine finisce per essere interrotta quando assiste allo scioccante suicidio di una giovane donna nella stessa settimana che riceve una chiamata anonima da una donna disperata che chiede aiuto.

## Episodi
| Stagione       | Episodi | Pubblicazione Brasile | Pubblicazione Italia |
| -------------- | ------- | --------------------- | -------------------- |
| Prima stagione | 8       | 2020                  | 2020                 |

## Personaggi e interpreti

### Personaggi principali
- Verônica "Verô" Torres (stagioni 1) interpretata da Tainá Müller, doppiata da ?.
- Anita (stagioni 1) interpretata da Elisa Volpatto, doppiata da ?.
- Janete (stagioni 1) interpretata da Camila Morgado, doppiata da ?.
- Claúdio Antunes Brandão (stagioni 1) interpretato da Eduardo Moscovis, doppiato da ?.
- Mattias interpretato da Reynaldo Gianecchini.
- Angela interpretata da Klara Castanho.
- ? interpretato da Rodrigo Santoro.

### Personaggi secondari
- Wilson Carvana (stagioni 1) interpretato da Antônio Grassi, doppiato da ?.
- Paulo (stagioni 1) interpretato da César Mello, doppiato da ?.
- Rafael "Rafa" Torres (stagioni 1) interpretato da DJ Amorim, doppiato da ?.
- Gregorio interpretato da Sacha Bali, doppiato da ?.